# Balneário Arroio do Silva
Pour les articles homonymes, voir Balneário.
Balneário Arroio do Silva est une ville brésilienne du littoral sud de l'État de Santa Catarina.

## Origine du nom
Le nom de la ville vient d'une famille dénommée « Silva » qui possédait une résidence secondaire sur les rives d'un ruisseau (arroio en portugais) qui menait à la mer. Le lieu resta donc connu sous le nom d'Arroio do Silva, jusqu'à la création du district sous le nom de Balneário Arroio do Silva, « balneário » car la localité se situe en bord de mer.

## Géographie
Balneário Arroio do Silva se situe par une latitude de 28° 59′ 02″ sud et par une longitude de 49° 24′ 46″ ouest, à une altitude de 10 mètres.
Sa population était de 9 590 habitants au recensement de 2010. La municipalité s'étend sur 94 km2.
La ville se trouve à 229 km au sud de la capitale de l'État, Florianópolis. Elle fait partie de la microrégion d'Araranguá, dans la mésorégion Sud de Santa Catarina.
Le climat de la municipalité est tempéré humide, aux étés chauds, avec une température moyenne annuelle de 19,2 °C.
L'IDH de la ville était de 0,794 en 2000 (PNUD).

## Histoire
L'histoire de la région de Balneário Arroio do Silva commence au milieu du XVIIIe siècle. La serra Geral et le littoral du sud du Brésil sont alors parcourus par des envoyés de la couronne, des missionnaires et des militaires. À l'époque, les forêts de la région sont occupées par les indiens carijós. Petit à petit, les tropeiros établissent des chemins, créant un triangle de circulation entre Viamão au Rio Grande do Sul, Araranguá et Lages, à Santa Catarina. La colonisation commence dans la seconde moitié du XIXe siècle, avec l'arrivée de colons originaires des Açores, d'Italie et d'Allemagne, ainsi que, dans une moindre mesure, par des descendants d'africains. La culture prédominante reste cependant la culture açorienne.
Dans les années 1930, une vingtaine de familles vient s'établir dans la localité, qui est alors rattachée à la municipalité d'Araranguá. La localité commence alors à se développer autour de la pêche et du tourisme, d'abord local, puis en provenance du Rio Grande do Sul. En 1988, la ville devient un district d'Araranguá sous le nom d'Arroio do Silva. Enfin, le 29 décembre 1995, la ville accède au rang de municipalité et prend le nom de Balneário Arroio do Silva,.

## Économie
L'économie de la municipalité est basée sur le tourisme et, dans une moindre mesure, la pêche, l'élevage, l'extraction de tourbe et son utilisation pour fabriquer des engrais, la production de miel et l'artisanat. Le tourisme se concentre principalement en été tandis que la pêche occupe la basse-saison,.

## Tourisme
Le principal attrait touristique de la municipalité est son littoral et ses 22 km de plages. La plage praia da Meta abrite une plate-forme de pêche qui en fait le lieu touristique le plus fréquenté du littoral de la municipalité.
Tous les ans, la ville accueille deux événements de sport mécanique :
- course de moto : sur la plage le long de la mer, elle réunit des participants de Santa Catarina et du Rio Grande do Sul ;
- course de camion : organisée 15 jours après le carnaval, la course (Km de Arrancada de Caminhões) se déroule sur la plage, sur 1 km, départ-arrêté et constitue l'un des principaux événements du genre au monde.

Ces manifestations réunissent tous les étés plus de 70 000 personnes.
Tous les 29 décembre, la ville célèbre également l'anniversaire de son émancipation.

## Villes voisines
Balneário Arroio do Silva est voisine des municipalités (municípios) suivantes :
- Balneário Gaivota ;
- Sombrio ;
- Araranguá.